# Route nationale 988
Pour les articles homonymes, voir Route nationale 988.
 (décembre 2024).
La route nationale 988 est une route nationale de Belgique de 23,6 kilomètres qui relie Fleurus à Saint-Gérard via Tamines et Fosses-la-Ville

## Description du tracé

### Communes sur le parcours
- Région wallonne
  -  Province de Hainaut
    - Fleurus
    - Wanfercée-Baulet

  -  Province de Namur
    - Tamines
    - Falisolle
    - Fosses-la-Ville
    - Saint-Gerard